# Al-Mucharram (dystrykt)
Al-Mucharram (arab.  منطقة المخرم) – jedna z 7 jednostek administracyjnych drugiego rzędu (dystrykt) muhafazy Hims w Syrii. Jest położona w środkowej części kraju. Graniczy od wschodu z dystryktem Tadmur, od południa z dystryktem Hims, od zachodu z tym samym dystryktem a od północy z muhafazą Hama.
W 2004 roku dystrykt zamieszkiwało 52 068 osób.